# Microdipoena
Genre
Synonymes
- Anjouanella Baert, 1986
- Mysmenella Brignoli, 1980

Microdipoena est un genre d'araignées aranéomorphes de la famille des Mysmenidae.

## Distribution
Les espèces de ce genre  se rencontrent en Afrique, en Asie, en Amérique, en Europe et en Océanie.

## Liste des espèces
Selon World Spider Catalog (version 24.5, 12/09/2023) :
- Microdipoena comorensis (Baert, 1986)
- Microdipoena elsae Saaristo, 1978
- Microdipoena gongi (Yin, Peng & Bao, 2004)
- Microdipoena guttata Banks, 1895
- Microdipoena huisun Zhang & Lin, 2023
- Microdipoena illectrix (Simon, 1895)
- Microdipoena jobi (Kraus, 1967)
- Microdipoena lisu Zhang & Lin, 2023
- Microdipoena menglunensis (Lin & Li, 2008)
- Microdipoena mihindi (Baert, 1989)
- Microdipoena nyungwe Baert, 1989
- Microdipoena ogatai (Ono, 2007)
- Microdipoena papuana (Baert, 1984)
- Microdipoena pseudojobi (Lin & Li, 2008)
- Microdipoena saltuensis (Simon, 1895)
- Microdipoena samoensis (Marples, 1955)
- Microdipoena shenyang Zhang & Lin, 2023
- Microdipoena thatitou Zhang & Lin, 2023
- Microdipoena vanstallei Baert, 1985
- Microdipoena yinae (Lin & Li, 2013)
- Microdipoena zhulin Zhang & Lin, 2023

## Systématique et taxinomie
Ce genre a été décrit par Banks en 1895 dans les Theridiidae. Il est placé en synonymie avec Mysmena par Bishop et Crosby en 1926. Il est relevé de synonymie par Saaristo en 1978.
Mysmenella et Anjouanella ont été placés en synonymie par Lopardo et Hormiga en 2015.

## Publication originale
- Banks, 1895 : « A list of the spiders of Long Island; with descriptions of new species. » Journal of the New York Entomological Society, vol. 3, p. 76-93 (texte intégral).